# Ceratina incognita
Ceratina incognita är en biart som beskrevs av Charles Thomas Bingham 1898. Ceratina incognita ingår i släktet märgbin, och familjen långtungebin. Inga underarter finns listade i Catalogue of Life.